# Escalope à la normande
 (janvier 2021).
Si vous disposez d'ouvrages ou d'articles de référence ou si vous connaissez des sites web de qualité traitant du thème abordé ici, merci de compléter l'article en donnant les références utiles à sa vérifiabilité et en les liant à la section « Notes et références ».

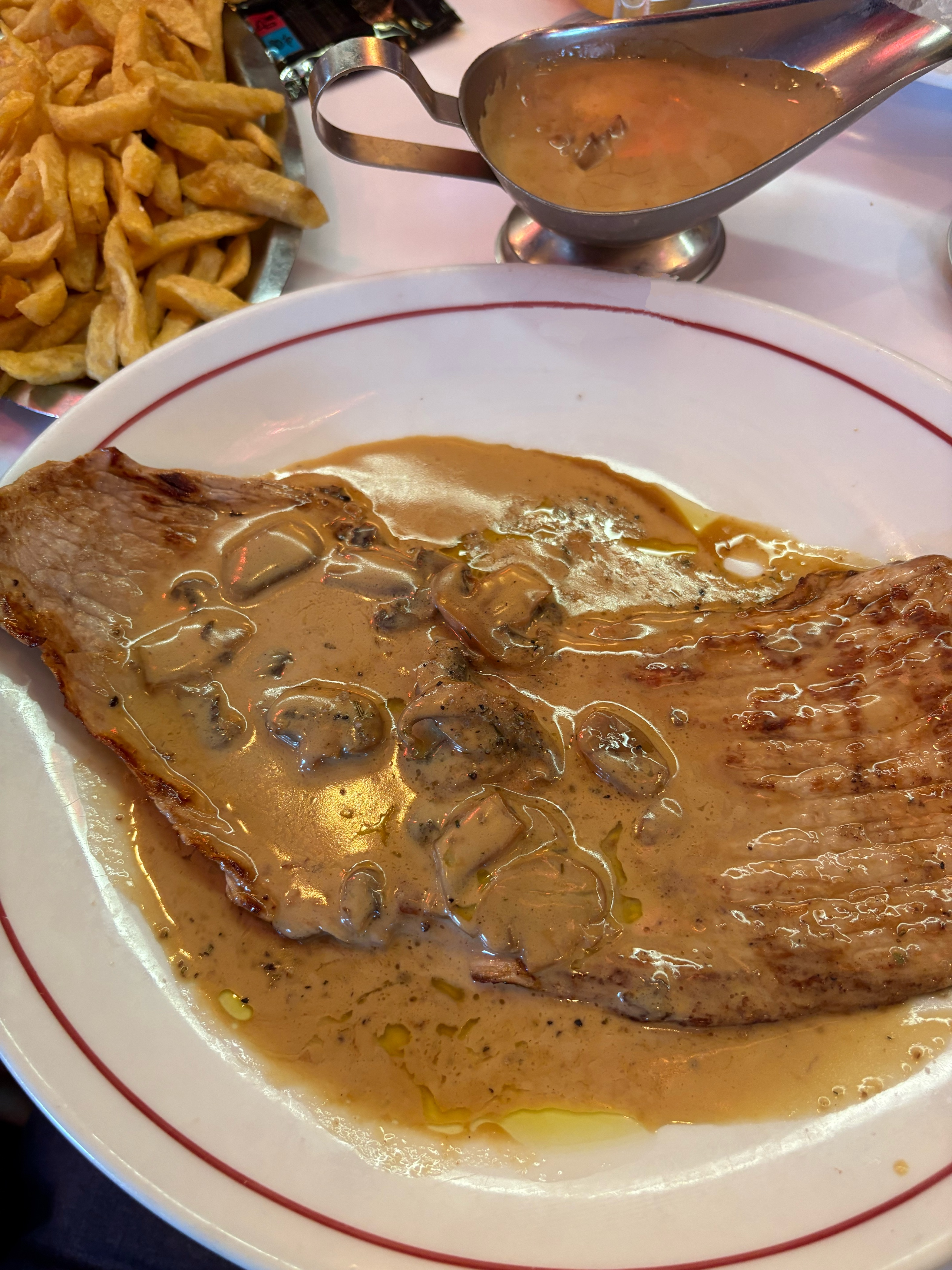
Escalope à la normande dans un restaurant deauvillais

L’escalope à la normande est une spécialité culinaire originaire de Normandie. Elle est réalisée au choix avec des escalopes de dinde, de poulet ou de veau et utilise des ingrédients locaux tel que pommes, calvados et crème fraîche de Normandie. Classiquement, elle s'accompagne de champignons de Paris.

## Ingrédients
Les ingrédients principaux de l’escalope à la normande sont une escalope (traditionnellement de veau, mais des variantes utilisent de la dinde ou du poulet), des champignons (généralement des champignons de Paris), de la crème fraîche (de préférence de Normandie), du cidre, du calvados (parfois employé pour flamber les escalopes).